# Richard Gatling
Dr. Richard Jordan Gatling, född 12 september 1818 i Hertford County i North Carolina, död 26 februari 1903 i New York i New York, var en amerikansk uppfinnare och vapenkonstruktör.
Gatling är mest känd för Gatlingkulsprutan som var en handdriven, flerpipig kulspruta som han konstruerade 1861. Gatling konstruerade även andra uppfinningar, bland annat ett flertal lantbruksmaskiner.